# Departamento de Corrección de Rhode Island
El Departamento de Corrección de Rhode Island (Rhode Island Department of Corrections, RIDOC) es una agencia del Rhode Island. Tiene su sede en Cranston. El departamento gestiona prisiones y cárceles en Rhode Island.

## Prisiones y cárceles
Para hombres:
- Anthony P. Travisono Intake Service Center (ISC)
- High Security Center (HSC)
- Maximum Security
- John J. Moran Medium Security Facility
- Donald Price Medium Security Facility
- Minimum Security

Para mujeres:
- Gloria McDonald Awaiting Trial and Medium Security Facility
- Dorothea Dix Minimum Security Facility